# Sport w San Marino
Sport w San Marino

## Piłka nożna
W San Marino, podobnie jak we Włoszech, bardzo popularna jest piłka nożna.

### Rozgrywki klubowe w San Marino
Liga i puchar są organizowane przez FSGC. W pierwszej (i jedynej) lidze gra 15 zespołów w 2 grupach. Trzy najlepsze z każdej grupy awansują do playoff, w którym walczą o mistrzostwo i udział w pucharach. Kluby sanmaryńskie w Pucharze UEFA zazwyczaj odpadają bardzo wcześnie, aczkolwiek zdarzają się wyjątki i grają dłużej niż tylko w jednej rundzie.

### Reprezentacja
Reprezentacja San Marino zagrała swój pierwszy (nieoficjalny) mecz w 1986 przegrywając 0-1 z Olimpijską drużyną Kanady. Pierwszy Oficjalny mecz odbył się 14 listopada 1990. Wtedy to Sanmaryńczycy przegrali 0-4 ze Szwajcarami w eliminacjach do Mistrzostw Europy 1992. 
17 listopada 1993 w meczu z Anglią. Sanmaryńczycy strzelili bramkę w 8.3 sekundzie meczu, jest to najszybciej zdobyta bramka w el. do mistrzostw świata, przez długi czas była to najszybciej zdobyta bramka w historii mistrzostw świata (eliminacje i finały). Jednakże San Marino przegrało ten mecz 1-7. San Marino zremisowało dwa mecze ze znacznie silniejszymi zespołami Turcją i Łotwą. Oraz wygrało z Liechtensteinem. Mecz z Turcją jest uważany za najlepszy występ reprezentantów San Marino w historii.
Największą porażkę San Marino odniosło w meczu z Niemcami u siebie, przegrywając 0:13 (6 sierpnia 2006). Jest to przy okazji najwyższe zwycięstwo/porażka w historii el. ME. W tych eliminacjach piłkarze z San Marino byli bliscy remisu z Irlandią (1:2). W tym meczu Irlandczycy strzeli zwycięską bramkę na 8 sekund przed zakończenia spotkania (w 4 minucie doliczonego czasu gry). W eliminacjach do MŚ 2010 San Marino przegrało 10:0 z reprezentacją Polski.
Według rankingu FIFA, opublikowanego 8 stycznia 2015 roku reprezentacja zajmuje 179 miejsce z 55 punktami, ex aequo z Bermudami i Kambodżą. W listopadzie 2014 roku reprezentacja zdołała zremisować 0:0 z Estonią i zdobyła swoje pierwsze punkty w rankingu. Dzięki temu awansowała z ostatniego 208 miejsca na 180. W sumie dotychczas San Marino zdobyło w swojej historii 20 bramek, najlepszym strzelcem drużyny narodowej jest urodzony w Rzymie Andy Selva który ma już na koncie 8 bramek.

## Formuła 1
W kalendarzu Grand Prix Formuły 1 był Grand Prix San Marino, jednakże nie są one organizowane ani w San Marino ani przez Sanmaryńczyków. Grand Prix San Marino odbywa się na torze Autodromo Enzo e Dino Ferrari w mieście Imola (Włochy) 100 km. od San Marino. Ostatni raz Grand Prix San Marino odbywały się w 2007 roku.

## Baseball
San Marino nie ma ligi baseballa jednakże klub T&A San Marino występuje w lidze włoskiej (Serie A1) i to z sukcesami. W 2006 roku T&A San Marino zdobyło mistrzostwo Włoch.

## Koszykówka
W San Marino działa Sanmaryński Związek Koszykówki (Federazione Sammarinese Pallacanestro). Organizuje on rozgrywane od 1968 roku puchar i ligę koszykówki. 

## Siatkówka
W San Marino jest Związek Siatkarski (Federazione Sammarinese Pallavolo), który opiekuje się reprezentacją. W San Marino nie ma ligi, a kluby grają w lidze włoskiej.

## Rugby
San Marino ma też reprezentacje rugby oraz jeden klub Rugby Club San Marino grający w lidze włoskiej.

## Igrzyska olimpijskie
San Marino wystawia swoją reprezentacje na igrzyskach olimpijskich. Reprezentacja San Marino liczy przeważnie kilka osób, najczęściej strzelców, pływaków, lekkoatletów.

## Obiekty sportowe w San Marino

### Stadion Olimpijski w San Marino
W mieście Serravalle znajduje się Stadion Olimpijski w San Marino jedyny taki obiekt w państwie.